# Hollerkolonisationen
Hollerkolonisation står for den planmæssige kultivering af det frugtbare, men af stormfloder truede marskland ved floderne Weser og Elben med hjælp af hollandske kolonister. Hollerkolonisationen prægede det for Elben og Wesermarsken typiske landskabsbillede med landsbyens gårde placeret langs den eneste farbare vej parallelt med floden og de lige store marker bag gårdene.
Kolonisationen begyndte under ærkebiskop Friedrich I. von Bremen † 1123.
53°31′33″N 9°37′12″Ø / 53.5258°N 9.62°Ø